# 요구불 예금

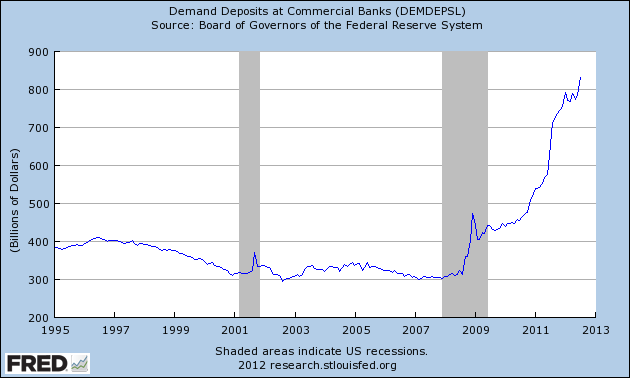
상업은행의 미국 요구불 예금 (1995-2012년)

요구불 예금(要求拂預金, 영어: demand deposit, instant access savings or checkbook money)은 상업 은행(commercial banks)의 요구불 계좌에 보관된 자금(펀드)이다. 이러한 계정 잔액은 일반적으로 통화로 간주되며 국가의 협소하게 정의된 통화 공급의 대부분을 형성한다. 간단히 말해 사전 통지 없이 요청 시 인출할 수 있는 은행 예금이다.

## 역사
미국에서는 1865년 국영 은행권 발행에 10%의 세금이 부과된 후 요구불 예금이 발생했다.
미국에서 요구불예금은 NOW 계좌가 아닌 당좌 계좌(또는 수표 제공 계좌)에 있는 자금만 의미한다. 그러나 1933년 미국에서 규정 Q가 공포되자 1970년대와 1980년대에 요구불예금이 다른 유형의 계좌(예: 저축예금 계좌 및 머니마켓 계좌)에서 자금에 더 쉽게 접근할 수 있게 되었다.

## 화폐 공급량
요구불예금은 일반적으로 수표와 환어음을 통해 상품 및 서비스에 대한 지불 수단과 부채 청산 수단으로 사용될 수 있기 때문에 협소하게 정의된 화폐 공급의 일부로 간주된다. 한 국가의 화폐 공급은 일반적으로 통화와 요구불예금으로 구성되는 것으로 정의된다. 대부분의 국가에서 요구불예금은 화폐 공급의 대부분을 차지한다.
금융위기 때는 은행 고객이 현금으로 자금을 인출해 요구불예금이 줄어들고 통화량이 줄어들게 된다. 경제학자들은 이 효과가 대공황의 심각성에 기여했다고 추측했다.
그러나 2008년 시작된 금융위기 때는 그렇지 않았다. 실제로 미국의 요구불예금은 2008년 8월 약 3100억 달러에서 2008년 12월 약 4600억 달러로 정점을 찍을 정도로 급격하게 증가했다.